# Fritz Lehmann
Fritz Lehmann, född 17 maj 1904, död 30 mars 1956, var en tysk dirigent.
Fritz Lehmann utbildades vid konservatoriet i Mannheim och universiteten i Heidelberg och Göttingen. I Göttingen hade han sin första dirigentpost 1923–1927, därefter verkade han i Hildesheim 1927–1938 och Hannover 1929–1938. År 1934 blev han ledare för Händelfestivalen i Göttingen. Han var Generalmusikdirektor i Bad Pyrmont 1934–1938, Wuppertal 1938–1947 och Göttingen 1946–1950. Från 1953 var han lärare vid musikhögskolan i München.
Lehmann gjorde ett flertal skivinspelningar och betraktades som något av en expert på barockmusik, även om han även dirigerade betydligt modernare verk.